# مسیه ۷۴
مسیه ۷۴(به انگلیسی: Messier 74) (یا NGC 628) یک کهکشان مارپیچی در صورت فلکی ماهی است. این کهکشان با ما حدودا ۳۲ میلیون سال نوری فاصله دارد و به عقیده برخی دشوار ترین جرم در اجرام مسیه برای رصد است.